# Dongxiao, Zhejiang
Dongxiao (kinesiska: 东孝, 东孝乡) är en socken i Kina. Den ligger i provinsen Zhejiang, i den östra delen av landet, omkring 130 kilometer söder om provinshuvudstaden Hangzhou.
Genomsnittlig årsnederbörd är 2 196 millimeter. Den regnigaste månaden är juni, med i genomsnitt 436 mm nederbörd, och den torraste är januari, med 75 mm nederbörd.